# ステムターン

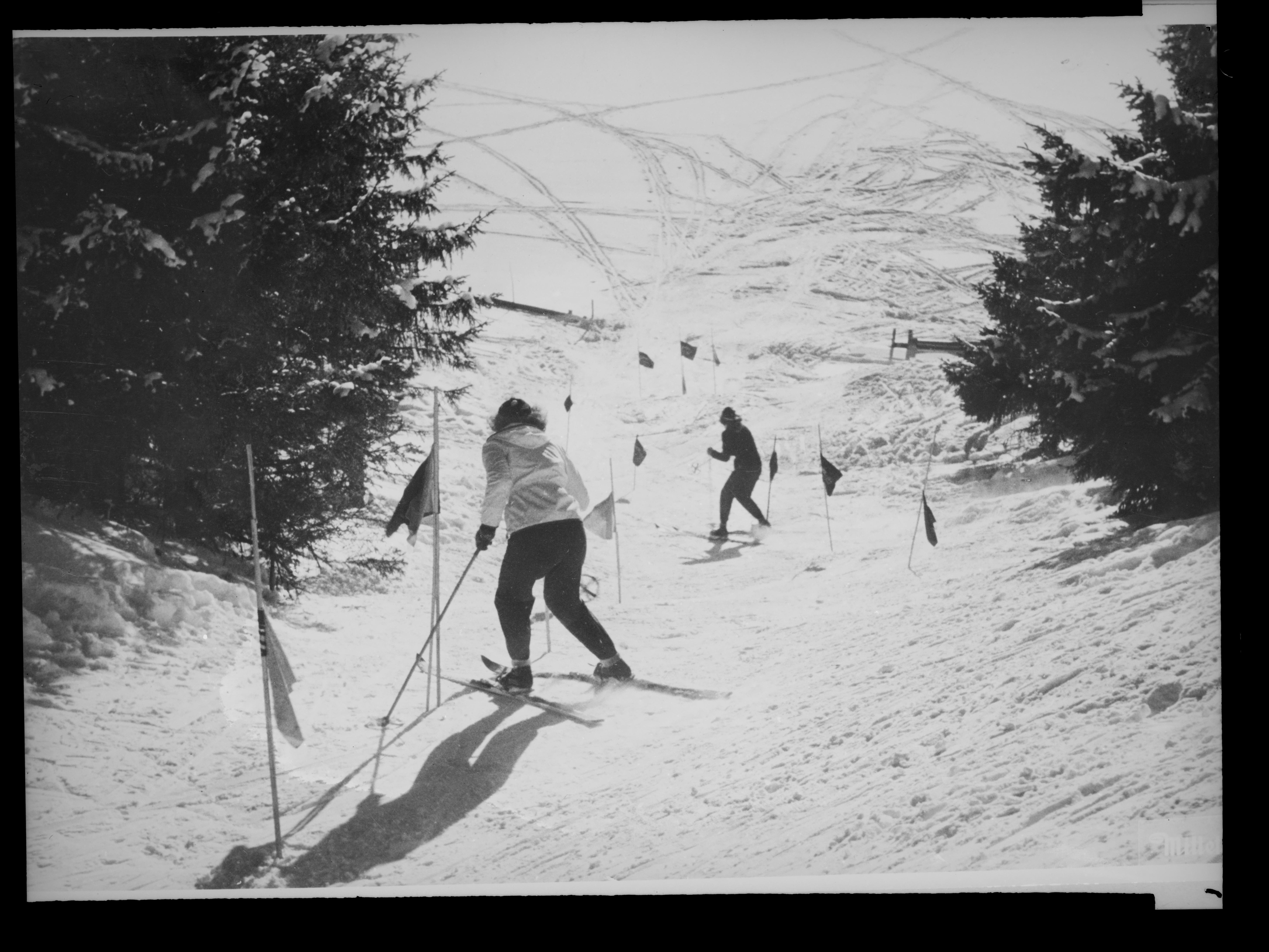
ステムクリスティを用いて回転の旗門を通過するスキーヤー

シュテムターン（英語: Stem turn）はスキーのターン技術の一つで、両足を閉じた斜滑降で進んだのち、内スキー（次の外スキー）を山側に踏み出してスタンスを「『ハ』の字（プルーク）」とし、制動を掛けたら外足加重を行いプルークボーゲンの要領で向きを変えたら、内足を引き寄せてスキーを平行（パラレル）にすると言う方法である。プルークボーゲンからパラレルターンに移行する段階で行う技術の一つである。シュテムはドイツ語で「制動」という意味であり、通常はプルークスタンスでの制動に加え、ターン中はスキッディングターンとした制動も行う。
プルークからの移行において、なかなかターン時にパラレルに揃えられない場合、ターン中はプルークとして、ターン終了ポイントからターン開始ポイントに向かう形で徐々にパラレルに持っていく練習法を取る事もある。全日本スキー連盟では、滑走プルーク・横滑り・シュテムターン（シュテム動作）は、基礎パラレルターンに移行するための「3本の矢」という一体の物として扱った指導を行っている。
ステムクリスティーのクリスティーはクリスチャニアの略で、この技術が始まったノルウェーのオスロ市の旧称であるクリスチャニアから来ている。